# Dịch nhầy

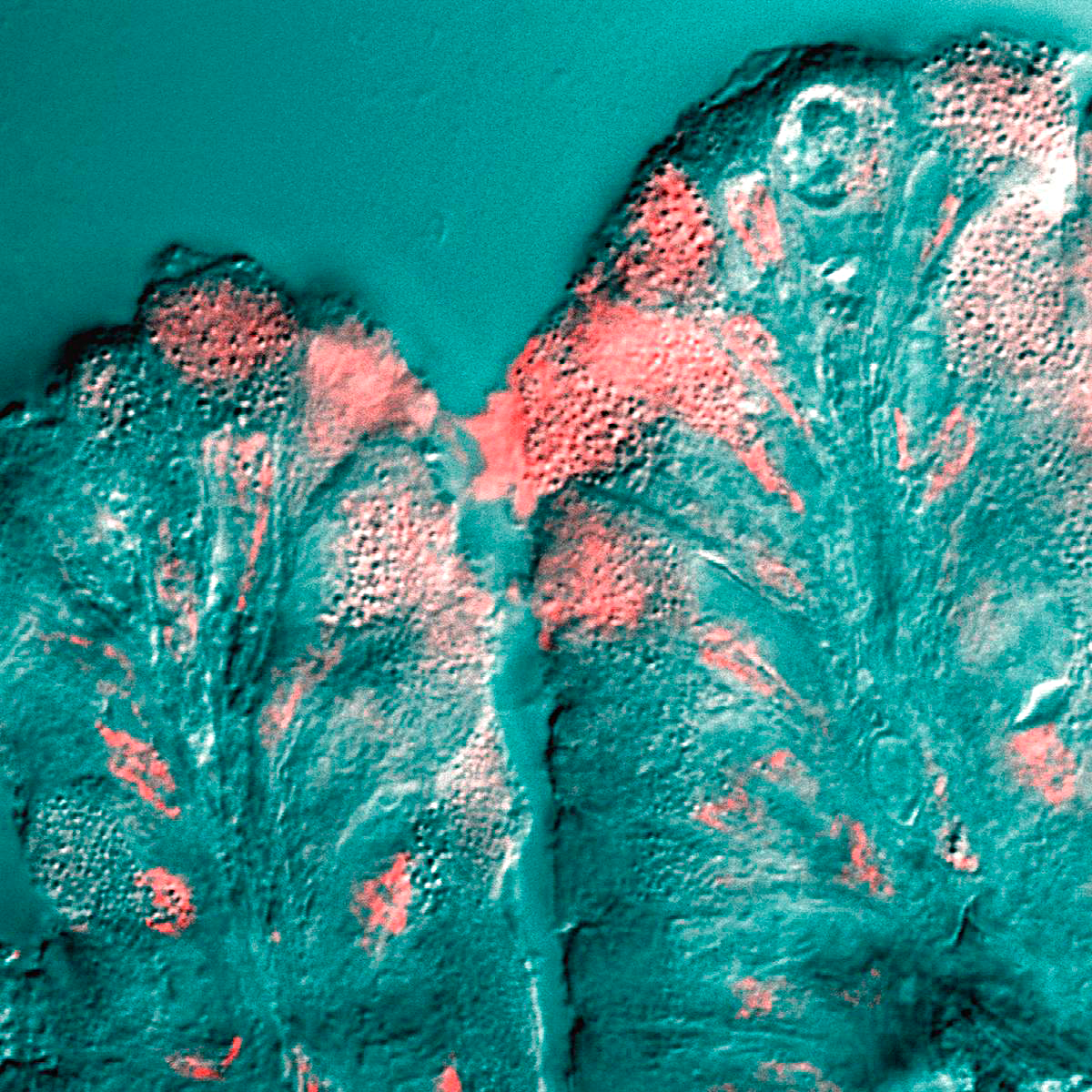
Dịch nhầy

Dịch nhầy (/ˈmjuːkəs/ MEW-kəs) là chất nhớt lỏng, tiết ra từ niêm mạc. Dịch này có tác dụng bảo vệ các biểu mô trong hệ hô hấp, dạ dày, hệ thống nghe nhìn. Ở cá, dịch nhầy trong mang giúp chống lại các mầm bệnh từ nấm, vi khuẩn hay virus. Mũi người trung bình tiết khoảng 1 lít dịch nhầy mỗi ngày.